# Лиса Ен
Лиса Ен (енгл. Lisa Ann), рођена као Лиса Ен Корпора (енгл. Lisa Ann Corpora), Истон, САД, 9. маја 1972) је америчка порно-глумица. Једна је од најпознатијих глумица у свету порно индустрије и добитница бројних награда, примљена је у кућу славних AVN, XRCO, Legends of Erotica и Urban X.

## Каријера
Лиса Ен је рођена у Истону, Пенсилванија. У јулу 1993. године постала је порно-глумица, али је напустила индустрију за одрасле 1997. године. Затим неколико година ради по ноћним клубовима као стриптизета. Вратила се порно-филмовима, прво као заступница агенције, затим и као глумица. Њена агенција Clear Talent Management је основана у новембру 2006, касније мења име у Lisa Ann's Talent Management. Најпознатију улогу је остварила 2008. године у сатиричном порнографском филму Who’s Nailin’ Paylin?. Следеће године се појављује у споту за песму We Made You америчког репера Еминема.
Најчешће глуми у порнографском жанру MILF. До 2014. године појавила се у скоро 450 филмова за одрасле. Крајем 2014. године на друштвеним мрежама је објавила да више неће снимати порно филмове.

## Награде и номинације
- 2006 XRCO Award – Best Comeback
- 2009 AVN Award – MILF/Cougar Performer of the Year[15]
- 2009 AVN Hall of Fame[4]
- 2010 XBIZ Award номинована – Porn Star Website of the Year[16]
- 2010 XRCO Award – MILF Of The Year[17]
- 2010 F.A.M.E. Award – Favorite MILF[18]
- 2011 XBIZ Award – MILF Performer of the Year[19]
- 2011 Urban X Award – Best Milf Performer[20]
- 2012 - Best MILF Performer
- 2013 Exxxotica Fanny Award – MILF Performer of the Year[21]
- 2013 NightMoves Award – Social Media Star (Editor’s Choice)[22]
- 2013 XRCO Hall of Fame inductee[5]
- 2014 AVN Award – Hottest MILF (Fan Award)
- 2014 NightMoves Award – Best Cougar/MILF Performer (Fan's Choice)[23]

Номинације:
- 2010 AVN - Best Actress
- 2011 AVN - Best Porn Star Website
- 2011 AVN - MILF/Cougar Performer of the Year
- 2011 AVN - Best All/Girl Group Sex Scene - FemmeCore
- 2011 AVN - Best Oral Sex Scene - Massive Facials 2[тражи се извор]
- 2012 AVN - Crossover Star of the Year
- 2012 AVN - Best Porn Star Website

## Галерија
- Лиса Ен 2009. године на додели XRCO награде.
- Лиса 2010. у улози Сере Пејлин.
- Лиса Ен 2011.
- Лиса 2013.